# Alfredo Lucifero (poeta)
Alfredo Lucifero (Pisa, 31 agosto 1932) è un poeta, scrittore e scultore italiano di origine calabrese.

## Biografia
Nato a Pisa e nipote del ministro di Real Casa Savoia Falcone Lucifero ha un lungo percorso letterario e un'intensa attività scultorea.
Negli anni 1950-60 ha frequentato Ardengo Soffici, Giuseppe Ungaretti e Leonida Repaci.
La sua attività letteraria e poetica è stata presentata a Firenze nel 2004 al Caffè Letterario “Caffè Le Giubbe Rosse” e una prima volta alla Camerata dei Poeti nel 2005 e un’altra nel 2015 con la presidenza di Lia Bronzi.
Alfredo Lucifero è stato presente in varie occasioni alla Versiliana nelle edizioni curate da Romano Battaglia ed Enrico Nistri. 
Ha avuto una saltuaria collaborazione con la rivista Diana della casa editoriale Olimpia.
Nel 2014 ha donato a papa Francesco un busto in bronzo di sua realizzazione raffigurante lo stesso pontefice.
Nel 2015 a Pietrasanta nella sala Putti del chiostro di Sant'Agostino ha esposto la mostra scultorea dal titolo Scultura è poesia organizzata dal comune e dalla fondazione Versiliana con la presenza dei critici d'arte Lia Bronzi e Vittorio Sgarbi.
Nel 2016 l’editrice Cairo Mondadori ha pubblicato la sua Opera Omnia di poesie e di scultura.
Nel ambito della sua attività di letterato è stato presidente della giuria del premio letterario “Le Muse” di Pisa, presidente onorario della Camerata dei Poeti di Firenze e del Circolo Culturale Gino Severini di Cortona.
Nel 2019 presso la sala del Gonfalone del palazzo del Pegaso sede del consiglio regionale della Toscana presentazione del volume Le strade del vento editoriale Giorgio Mondadori con presentazione di Lia Bronzi, Carlo Motta e Andrea Pericoli.

## Pubblicazioni

### Poesia
- Maschere di sabbia, 1959
- Ferie d'agosto, 2000
- Epigrammi per Lesbia, Bastogi Editrice Italiana, 2003 ISBN 978-88-81855728
- Un’altra vita, Bastogi Editrice Italiana, 2007 ISBN 978-88-8185-94-05
- Introspezioni, Bastogi Editrice Italiana, 2009 ISBN 978-88-6273-15-91
- Il senso della vita, Gruppo Albatros il filo, 2012 ISBN 978-88-5673-91-14
- Riflessioni lungo il mare, Gruppo Albatros il filo, 2012 ISBN 978-88-5676-22-73
- Sono nato ora, Gruppo Albatros il filo, 2015 ISBN 978-88- 5677-29-75
- Luci e ombre poesie e aforismi per gli ultimi 100 anni, Pegasus Edition, 2016 ISBN 978-88-9923-96-40

### Prosa
- Asterischi, 1990
- Il fagiano. Racconti di caccia di animali, Editoriale Olimpia, 2002 ISBN 978-88-25377057
- Ulisse per sempre e altre storie, Bastogi Editrice Italiana, 2004 ISBN 978-88-8185-65-72
- Il ponte girante, Bastogi Editrice Italiana, 2005 ISBN 978-88-8185-48-13
- Il fagiano e il cinghiale. Racconti di caccia e di animali, Editoriale Olimpia, 2006 ISBN 978-88-2530-12-05
- La rivoltella nel cassetto, Editore Robin, 2012 ISBN 978-88-6740-03-24
- Le donne e la luna, Gruppo Albatros il filo, 2010 ISBN 978-88- 5671-90-62
- La laurea e l'amore, Editore Robin, 2013 ISBN 978-88-6740-114-7
- La vita infinita, Ibiskos Ulivieri, 2013 ISBN 978-88-7841-86-77
- Correre correre, Gruppo Albatros il filo, 2013 ISBN 978-88-5676-51-13
- Epifanie, Ibiskos Ulivieri, 2014 ISBN 978-88- 7841-91-24
- Il gatto marino, 2017, Editore Helicon, ISBN 978-88-6466-42-24

## Premi e riconoscimenti
- XXVII Premio Letterario Casentino del 2002[5]
- 2012 gli è stata assegnata dall’Associazione Culturale San Domenichino di Marina di Massa la Medaglia del Presidente della Repubblica Italiana, per meriti artistici conseguiti nella scultura e nella poesia.

## Curiosità
Nel 1961 ha partecipato come attore in un ruolo secondario al film Una vita difficile di Dino Risi.